# 南極区

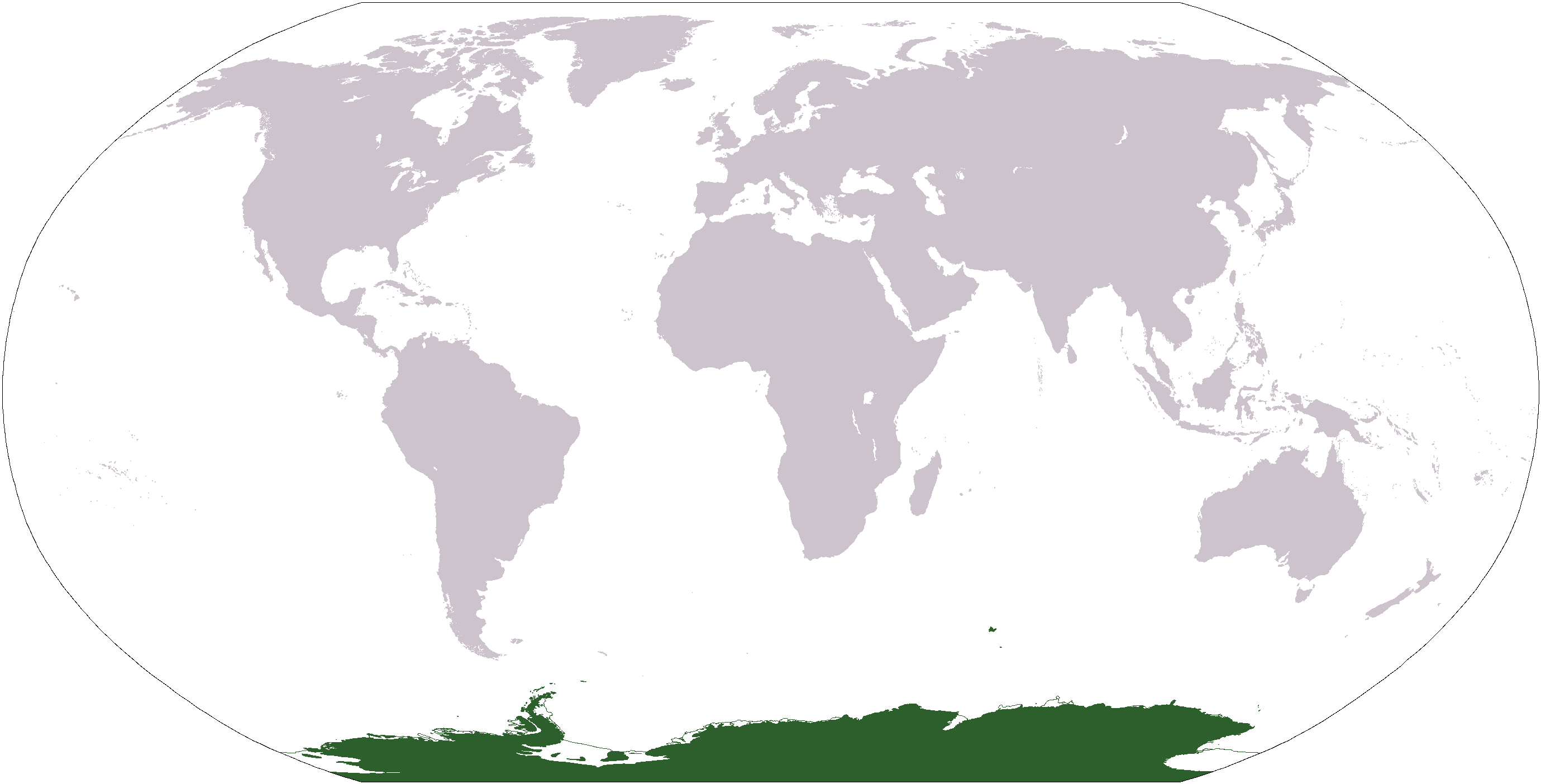
南極区

南極区（なんきょくく、英：Antarctic）は、生物地理区の一区分名。南極大陸および南極海を含むエリアである。気候が過酷であるため、大型生物は沿岸部に限られた環境適応した種のみが生息する。ゴンドワナ大陸が分裂して以来、独立大陸である。
座標: 南緯90度00分 西経0度00分 / 南緯90.000度 東経-0.000度